# Monumento a Torán
El monumento a Torán (también conocido como Fuente de Torán), es un conjunto artístico-monumental erigido en homenaje a José Torán de la Rad (1888-1932) en la ciudad de Teruel, (Comunidad de Aragón, España).

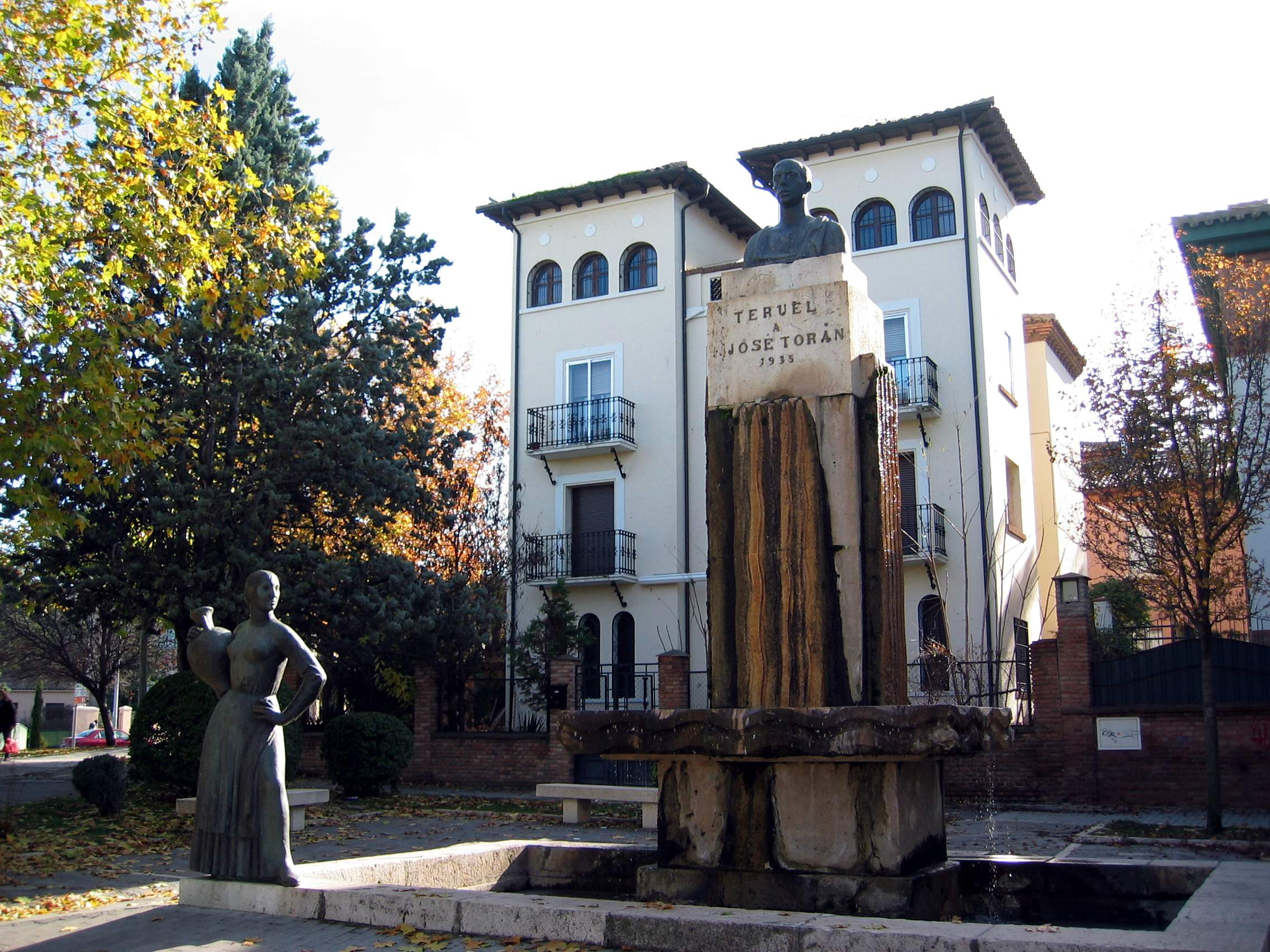
Vista general (frontal) del monumento erigido en memoria de José Torán de la Rad en Teruel (1935), obra del escultor palentino Victorio Macho, año 2016.

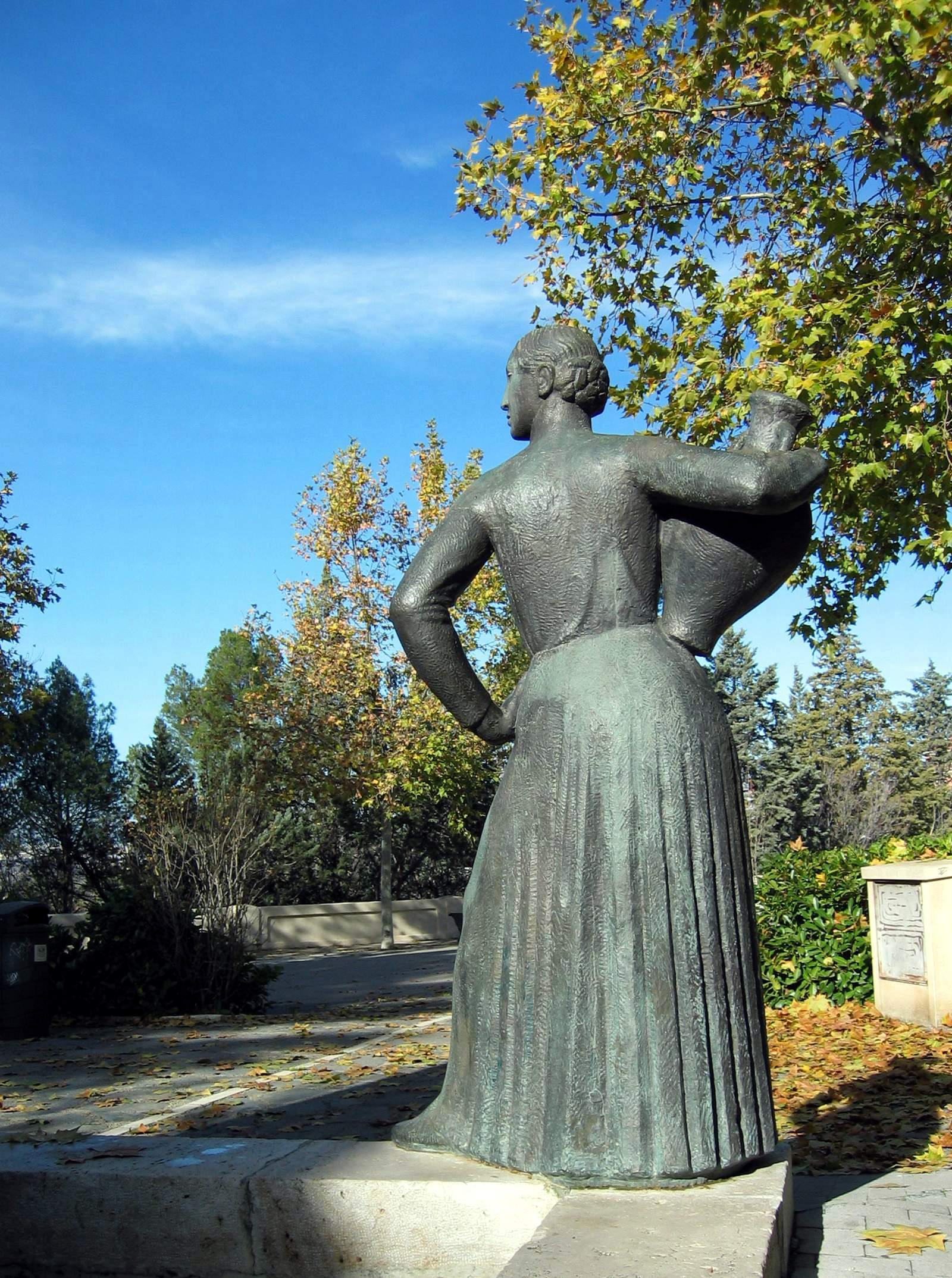
Detalle del monumento erigido en memoria de José Torán de la Rad en Teruel (1935), obra del escultor palentino Victorio Macho.

El monumento se levantó por iniciativa del Ayuntamiento de Teruel, tres años después de su fallecimiento -en 1935-, costeándose mediante suscripción popular.

## Ubicación
Se halla al final del Viaducto de Fernando Hué, al comienzo del «Ensanche», propiamente junto al inicio de la «calle José Torán»:

«Tras su muerte, a finales de enero de 1932, se abría la suscripción popular para la construcción del monumento que le dedicó la ciudad. Tres años después se inauguraba el conjunto de la fuente, obra del escultor palentino Victorio Macho, uno de los artistas más interesantes del momento. Además, el Consistorio turolense acordó poner el nombre de José Torán a la primera calle que se urbanizara pasado el Viaducto, como así fue».
José Torán de la Rad (1888-1932), José Serafín Aldecoa Calvo 

El palentino Victorio Macho (1887-1966), era «uno de los artistas más interesantes del momento» histórico, considerado precursor de la escultura contemporánea española, fue amigo personal de José Torán de la Rad.

## Descripción
El monumento se compone de un somero estanque rectangular centrado por un monolito alzado sobre una basa, en cuya parte media luce una fuente elevada centrada a su vez por la continuación del bloque pétreo sobre el que se alza un busto en bronce del homenajeado. En la base del busto –cara anterior- un texto dice: “Teruel/ a/ José Torán/ 1935”. 
El bronce mira en dirección al Viaducto de Fernando Hué, más conocido como Viaducto Viejo, y a la ciudad medieval, situada al otro lado de la rambla de San Julián, en posición septentrional. En el extremo izquierdo del estanque luce una espléndida figura femenina, con el brazo izquierdo en jarras y portando un cántaro con el de la derecha. La aguadora y el monumento en su conjunto, además de un homenaje de su ciudad natal al ingeniero, empresario y político turolense, simboliza la traída de aguas a la ciudad, obra realizada en 1929, según diseño del propio agasajado.
La Escalinata de la Estación (1920-1921), el Viaducto Viejo (1929), la «Traída de aguas a la ciudad» (1930) fueron posibles merced a la influencia política de Carlos Castel y González de Amezúa (1873-1927), político de la Restauración y gran benefactor de Teruel. El efecto benéfico del ascendiente de Castel a la hora de conseguir recursos económicos se extendió hasta la construcción del «ferrocarril Teruel-Alcañiz», obra que no llegó a concluirse.